# Часовня Святого Пантелеимона (Старый Крым)
Часовня Святого Пантелеимона — православная часовня над источником в городе Старый Крым.
Посвящена святому Пантелеимону, почитаемому верующими, как целитель и покровитель врачевания. По преданию, часовня была построена в 1826 году над источником, в котором была обнаружена икона святого. Старая часовня сгорела в 1904 году. В 2001 году на деньги прихожан была построена новая часовня, значительные средства на которую выделила Федерации греков Украины. Источник, вода которого считается целебной, также сохранился. За ним долгое время ухаживала Ксения Токарева, переехавшая в Старый Крым из Топлы в 1958 году.